# Catástrofe malthusiana
Catástrofe malthusiana (o trampa malthusiana) se refiere a las consecuencias previstas por la teoría demográfica de Thomas Malthus. En esta teoría se preveía un aumento en progresión geométrica o exponencial en la población, junto con un aumento en progresión aritmética en la producción agrícola de alimentos, que causaría una situación de pauperización que podría desembocar en una extinción de la especie humana y que Malthus pronosticó para el año 1880.
Aunque la previsión evidentemente falló porque no se tuvieron en cuenta las guerras, las hambrunas, el desarrollo tecnológico ni otros imponderables como, por ejemplo, las epidemias, el malthusianismo sigue vigente; el término Catástrofe malthusiana se sigue utilizando para describir situaciones críticas que pueden hacer inviable o muy difícil la supervivencia de la población humana si persiste su crecimiento.

## La teoría malthusiana

Gráfico que compara formas de crecimiento de los alimentos y de la población.

En el año 1798, Thomas Malthus publicó su Ensayo sobre el principio de la población. En este, pronosticó que la población aumentaría con más rapidez que el suministro de comida. Explicó que la población aumenta en progresión geométrica, mientras que el suministro de comida solo puede aumentar en progresión aritmética (esto fue una modelización para simplificar el difícil proceso de estimación de la base de recursos, y la escogió como hipótesis optimista que sirviera de límite en la situación tecnológica de la época). Predijo que cuando no hubiera suficiente comida para la población, se produciría una catástrofe, la limitación del crecimiento demográfico por debajo de su máximo potencial, esto es, de doblar la población cada 10-15 años, como África en la actualidad[cita requerida], por medio de la miseria, aunque, y como él explica, escoge el límite libre de crecimiento en doblar la población cada 25 años, una estimación conservadora, para mantener la validez de la aproximación. Malthus teorizó que esta catástrofe solo se podría evitar con contracepción, y métodos parecidos (como él decía, el aumento de la población, se ve limitado por medidas morales, vicio, y miseria (el vicio lo consideraba una rama de la miseria, pero lo mantenía para marcar la diferencia, no hay que olvidar que era un clérigo)).[cita requerida]

## Modelo matemático
La ley de Malthus predecía, por tanto, la ocurrencia en el futuro de un fenómeno llamado catástrofe malthusiana en el que los recursos alimentarios serían claramente insostenibles para mantener a la población mundial y sobrevendrían graves guerras y hambrunas que diezmarían a la humanidad. Esta sección formaliza las ideas de Malthus en forma de ecuaciones diferenciales y calcula en función de ciertos parámetros el tiempo de ocurrencia de la catástrofe malthusiana en donde la cantidad de alimentos disponibles no es suficiente para sostener a toda la población.
Expresado en ecuaciones diferenciales, el argumento de Malthus es el siguiente: Si P(t) es la población en el año t que crecería exponencialmente (progresión geométrica) y A(t) la cantidad total de alimentos que crecería linealmente (progresión aritmética) las tasas de aumento serían:

(1){\displaystyle {\frac {dP(t)}{dt}}=rP(t),\qquad {\frac {dA(t)}{dt}}=kA_{0}}

La solución de las dos ecuaciones anteriores lleva a que la cantidad de alimento por persona viene dada por:

{\displaystyle a(t)={\frac {A(t)}{P(t)}}={\frac {A_{0}(1+kt)}{P_{0}e^{rt}}}=a_{0}(1+kt)e^{-rt}}

Donde P0 es la población inicial y A0 es la dotación inicial de alimentos. Supongamos ahora que la cantidad mínima de alimentos o ingesta mínima por persona es amin, entonces si las hipótesis de Malthus hubieran sido correctas para todo instante del tiempo, la cantidad de alimentos por persona se habría reducido hasta ser inferior a la cantidad mínima de alimentos por persona en el instante de la catástrofe malthusiana tcm:

(2){\displaystyle a(t_{cm})=a_{min}\quad \Rightarrow \quad {\frac {1+kt_{cm}}{e^{rt_{cm}}}}\leq {\frac {a_{min}}{a_{0}}}}

Puede verse que para cualesquiera valores positivos de r, k, A0, P0 y amin existe un instante del tiempo dado por tcm en el que se produce indefectiblemente la catástrofe malthusiana, si las ecuaciones de evolución (1) no cambian en todo el proceso. La solución de (2) viene dada mediante la función W de Lambert:

(3){\displaystyle t_{cm}=-{\frac {1}{r}}-{\frac {1}{k}}W\left(-r{\frac {a_{min}}{a_{0}}}e^{-r/k}\right)}

Esta última expresión da el tiempo para el cual se produce la catástrofe malthusiana, y se puede ver que ese momento llega antes cuanto mayor es la tasa crecimiento exponencial r.